# Samantha Crawford
Samantha Crawford (* 18. Februar 1995 in Atlanta) ist eine US-amerikanische Tennisspielerin.

## Karriere
2012 gewann sie die US Open bei den Juniorinnen. Im Erwachsenenbereich schied sie viermal in der ersten Runde der US Open aus: 2011 im Doppel sowie 2012 im Einzel, Doppel und im Mixed. Im Juli 2012 gewann sie in Yakima ihren ersten Doppeltitel auf dem ITF Women’s Circuit, im November 2015 in Scottsdale ihren ersten Einzeltitel.
Ihren bislang größten Erfolg feierte Crawford zu Beginn des Jahres 2016 bei den Brisbane International, einem Vorbereitungsturnier zu den Australian Open der Kategorie Premier. Sie erreichte dort als Qualifikantin das Halbfinale und besiegte auf dem Weg dorthin mit Zwetana Pironkowa, Belinda Bencic und Andrea Petković drei Top-50-Spielerinnen. Erst im Halbfinale musste sie sich Wiktoryja Asaranka mit 0:6 und 3:6 geschlagen geben.

## Turniersiege

### Einzel
| Nr. | Datum            | Turnier    | Kategorie   | Belag     | Finalgegnerin     | Ergebnis      |
| --- | ---------------- | ---------- | ----------- | --------- | ----------------- | ------------- |
| 1.  | 9. November 2015 | Scottsdale | ITF $50.000 | Hartplatz | Viktorija Golubic | 6:3, 4:6, 6:2 |

### Doppel
| Nr. | Datum            | Turnier     | Kategorie   | Belag     | Partnerin       | Finalgegnerinnen              | Ergebnis          |
| --- | ---------------- | ----------- | ----------- | --------- | --------------- | ----------------------------- | ----------------- |
| 1.  | 15. Juli 2012    | Yakima      | ITF $50.000 | Hartplatz | Madison Keys    | Xu Yifan Zhou Yimiao          | 6:3, 2:6, 6:3     |
| 2.  | 24. Februar 2013 | Surprise    | ITF $25.000 | Hartplatz | Sachia Vickery  | Emily J. Harman Xu Yifan      | 6:3, 3:6, [10:7]  |
| 3.  | 16. Februar 2014 | El Rancho   | ITF $25.000 | Hartplatz | Xu Yifan        | Danielle Lao Keri Wong        | 3:6, 6:2, [12:10] |
| 4.  | 1. März 2015     | El Rancho   | ITF $25.000 | Hartplatz | Asia Muhammad   | İpek Soylu Nina Stojanović    | 6:0, 6:3          |
| 5.  | 22. Juni 2015    | Baton Rouge | ITF $25.000 | Hartplatz | Emily J. Harman | Storm Sanders Chanel Simmonds | 7:64, 6:1         |